# راخائو
راخائو (به آلمانی: Rachau) یک منطقهٔ مسکونی در اتریش است که در مورتال واقع شده‌است. راخائو ۱۰۴٫۹۳ کیلومتر مربع مساحت دارد.